# Camerino Z. Mendoza
Camerino Z. Mendoza là một đô thị thuộc bang Veracruz, México. Năm 2005, dân số của đô thị này là 39002 người.